# إسلامبيرج

موقع مقاطعة ديلاوير في ولاية نيويورك

إسلامبيرج (بالإنجليزية: Islamberg) قرية تتبع لبلدة هانكوك في مقاطعة ديلاوير في ولاية نيويورك. تتميز إسلامبيرج بأن جميع سكانها المقدر عددهم بمئة نسمة هم من المسلمين. أسسها الشيخ سيد مبارك علي شاه الجيلاني الباكستاني الأصل عام 1980، حيث اشترى هذا الأخير قطعة أرض تبلغ مساحتها 70 فداناً وطلب إلى أتباعه السكن والاستقرار فيها. تقع القرية على طريق ترابي شمال غرب مدينة نيويورك وتبعد عنها 150 ميلاً، وتحوي مسجداً ومدرسة ومحلاً للبقالة. تتهم جهات إعلامية أمريكية مؤسس إسلامبيرج الشيخ الجيلاني بارتباطه بأعمال إرهابية طالت الولايات المتحدة، مدعيةً بأن القرية تحوي ميدان للتدريب على إطلاق النار.

## وصلات خارجية
- الموقع الرسمي لإسلام بيرج (بالإنجليزية)